# Empu Sedah
Empu Sedah – poeta jawajski, tworzący na dworze królestwa Kediri.
Był bratem Empu Panuluha, wraz z nim stworzył, bazujący na Mahabharacie, Kakawin Bharatayuddha, oraz, luźno oparty na Harivamsie Kakawin Hariwangsa.